# 8286 Коуї
8286 Коуї (8286 Kouji) — астероїд головного поясу, відкритий 8 березня 1992 року.
Тіссеранів параметр щодо Юпітера — 3,669.